# Rosewood (película)
Rosewood es una película histórica de 1997 dirigida por John Singleton y protagonizada por Jon Voight, Ving Rhames y Don Cheadle.
El filme está basado en el enfrentamiento violento que tuvo lugar por motivos raciales en enero de 1923 en Rosewood en el condado rural de Levy (estado de Florida). Entonces un falso testimonio de violación de una blanca contra un negro impulsó el racismo en el pueblo y desató la ira de los habitantes blancos, que quemaron el lugar y masacraron a sus habitantes afroestadounidenses.

## Argumento
Es el año 1922 en Rosewood. Es un pueblecito del estado de Florida en el que blancos y negros conviven con dificultad, pues la vida de las personas de color no vale nada. Mann es un antiguo soldado negro que llega a Rosewood y se siente atraído por la joven maestra del lugar. Sin embargo él también ha llegado en mal momento ya que al mismo tiempo una joven blanca casada es golpeada por su amante (blanco) y para evitar el escándalo ella afirma que la ha atacado un negro.

## Reparto
| Actor             | Personaje         |
| ----------------- | ----------------- |
| Jon Voight        | John Wright       |
| Ving Rhames       | Mann              |
| Don Cheadle       | Sylvester Carrier |
| Bruce McGill      | Duke Purdy        |
| Loren Dean        | James Taylor      |
| Esther Rolle      | Tía Sarah         |
| Elise Neal        | Beulah            |
| Robert Patrick    | Amante            |
| Michael Rooker    | Sheriff Walker    |
| Catherine Kellner | Fanny Taylor      |

## Producción
John Singleton, aprovechándose del éxito comercial con Semillas de rencor (1995), consiguió finalmente hacer gracias a ello lo que prefería hacer como director, hacer un filme con fuerte concienciación política, sobre todo en lo que respecta a la situación de los afroestadounidenses en Estados Unidos. Esta película, que fue su primera al respecto, fue Rosewood.

## Recepción
La película no tuvo una buena distribución internacional, hasta el punto de que no llegó a estrenarse en España.
Hoy en día la película ha sido valorada en portales cinematográficos y los críticos profesionales. En IMDb, con aproximadamente 8700 registrados, el filme obtiene una media ponderada de 7,2 sobre 10. En cuanto a Rotten Tomatoes, los más de 5000 votos registrados le dieron allí una valoración media de 4,1 de 5, mientras que los 55 críticos profesionales registrados allí le dan una valoración media de 7,1 de 10. Llegan al consenso, de que en algunos aspectos, Rosewood no es ideal presentando una imagen completa de la tragedia de la vida real que dramatiza a pesar de sus buenos esfuerzos al respecto, pero que aun así sigue siendo una descripción desgarradora de la violencia racial.